# تاماس سزيري
تاماس سزيري (مواليد 15 يناير 1988) هو لاعب كرة قدم مجري يلعب في مركز خط الوسط في نادي ميزوكوفيشدي.